# Christian August af Anhalt-Zerbst
Fyrst Christian August af Anhalt-Zerbst (29. november 1690 – 16. marts 1747) var fyrste af de små tyske fyrstendømmer Anhalt-Dornburg fra 1704 til 1742 og Anhalt-Zerbst fra 1742 til sin død i 1747.
Fyrst Christian August var den tredje søn af Fyrst Johan Ludvig 1. af Anhalt-Dornburg i hans ægteskab med Christine Eleonore von Zeutsch. Ved faderens død arvede han sammen med sine fire brødre herredømmet over den dornburgske linje af Huset Askanien. Ved hovedlinjen af linjen Anhalt-Zerbsts uddøen i 1742 arvede han fyrstendømmet Anhalt-Zerbst sammen med sin storebroder Johan Ludvig 2.
Fyrst Christian August var far til Kejserinde Katarina den Store af Rusland.

## Ægteskab og børn
Fyrst Christian August giftede sig den 8. november 1727 i Vechelde med prinsesse Johanna Elisabeth af Slesvig-Holsten-Gottorp, datter af Christian August af Slesvig-Holsten-Gottorp, fyrstbiskop af Lübeck. I ægteskabet blev der født fem børn:
- Sophie Auguste Frederikke (1729-1796), regerende kejserinde af Rusland som Katarina 2. 1762-1796

∞ 1745 Kejser Peter 3. af Rusland (1728-1762)
- Vilhelm Christian Frederik (1730-1742)
- Marie Karoline (1739-1739)
- Frederik August (1734-1793), fyrste af Anhalt-Zerbst 1747–1793

∞ 1753 Caroline af Hessen-Kassel (1732-1759)
∞ 1764 Frederikke af Anhalt-Bernburg (1744-1827)
- Auguste Christine Charlotte (1736-1736)
- Elisabeth Ulrike (1742–1745)

## Eksterne links
- Wikimedia Commons har flere filer relateret til Christian August af Anhalt-Zerbst
- Slægten Askaniens officielle hjemmeside Arkiveret 21. august 2018 hos  Wayback Machine

| Christian AugustHuset AskanienFødt: 29. november 1690 Død: 16. marts 1747 | |                                |
| Titler som regent                                                         | |                                |
| Foregående: Johan Ludvig 1.                                               | Fyrste af Anhalt-Dornburg 1704 – 1742 med Johan August (1704–1709) med Christian Ludvig (1704–1710) med Johan Frederik (1704–1742) | Efterfølgende: Ingen           |
| Foregående: Johan August                                                  | Fyrste af Anhalt-Zerbst 1742 – 1747 med Johan Ludvig 2. (1742–1746)                                                                | Efterfølgende: Frederik August |